# Clintonville (Wisconsin)
Clintonville – miasto w Stanach Zjednoczonych, w stanie Wisconsin, w hrabstwie Waupaca.